# أدولفوس غيرلي
أدولفوس غيرلي (بالإنجليزية: Adolphus Greely)‏ هو مستكشف أمريكي، ولد في 27 مارس 1844 في نيوبوريبورت في الولايات المتحدة، وتوفي في 20 أكتوبر 1935 في واشنطن العاصمة في الولايات المتحدة.

## وصلات خارجية
- أدولفوس غيرلي على موقع الموسوعة البريطانية (الإنجليزية)